# 山本雄一郎
山本 雄一郎（やまもと ゆういちろう、1968年 - ）は、日本の実業家。株式会社タチエス代表取締役社長。

## 来歴
1968年に東京都に生まれる。法政大学経営学部を卒業後、1997年に自動車の独立系シートメーカーである株式会社タチエスへ入社。海外事業のジェネラルマネージャーを担当し米国へと出向。2011年より執行役員となり海外副部門長、日産ビジネスにおける海外事業管理を務める。2014年には中国事業の担当となり、泰極愛思(広州)投資有限公司 (現 泰極愛思(中国)投資有限公司)へと出向する。
帰国後、副社長執行役員や日本事業本社社長を務め、2019年より株式会社タチエス代表取締役社長兼最高執行責任者となる。

## 略歴

### 学歴・職歴
- 1968年 - 東京都に生まれる
- 1997年 - 法政大学経営学部卒業、株式会社タチエス入社
- 2005年 - 海外事業チームジェネラルマネージャー
- 2006年 - 米国へ出向
- 2011年 - 執行役員、海外副部門長
- 2012年 - 日産ビジネス・海外事業管理担当
- 2014年 - 中国事業担当、極愛思(中国)投資有限公司出向
- 2015年 - 常務執行役員
- 2017年 - 副社長執行役員、日本事業本社社長
- 2017年 - 副社長執行役員
- 2019年 - 最高執行責任者

## 現職
- 代表取締役社長兼最高執行責任者（CEO）
- コンプライアンス担当、グローバル本社担当